# Komitat Modrus-Fiume
Komitat Modrus-Fiume (węg. Modrus-Fiume vármegye, chorw. Modruško-riječka županija) – komitat Królestwa Węgier i Trójjedynego Królestwa Chorwacji, Slawonii i Dalmacji. W 1910 roku jego powierzchnia wynosiła 4879 km². Jego stolicą był Ogulin.
Graniczył z komitatami Lika-Krbava i Zágráb oraz krajami cesarskiej części Austro-Węgier. Miasto Fiume było wyłączone z granic komitatu, bezpośrednio podlegając pod jurysdykcję władz w Budapeszcie.